# Plat (Chorvatsko)
Plat je vesnice a přímořské letovisko v Chorvatsku v Dubrovnicko-neretvanské župě, spadající pod opčinu Župa Dubrovačka. Nachází se asi 13 km jihovýchodně od Dubrovníku. V roce 2011 zde žilo celkem 302 obyvatel.
Vesnice je napojena na silnici D8. Sousedními vesnicemi jsou Cavtat, Soline a Zvekovica.